# 武田安兵衛
武田安兵衛（たけた やすべえ、1788年（天明8年） - 1825年（文政7年）4月8日）は、江戸時代後期の人物。讃岐国香川郡安原上東村（香川県高松市）に生まれる。19歳で高松候陪臣伯叔良蔵の養子となるが、21歳で養父が病没。1819年（文政2年）より、故郷を離れて諸国遍歴の旅に出る。二度の知多半島来訪の後、妙楽寺住職亮山阿闍梨に出会い、霊場開創の大願に感銘。岡戸半蔵とともに亮山阿闍梨に協力し、知多四国霊場を開創した。

## 略歴
- 1788年（天明8年） - 香川郡安原上東村に生まれる。幼名は安次郎。
- 1819年（文政2年） - 諸国遍歴の旅に出る。
- 1820年（文政3年） - 知多半島を訪れ、各地の社寺を巡拝。
- 1823年（文政6年） - 二度目の知多来訪。大井医王寺（南知多町大井）にて妙楽寺住職亮玄阿闍梨、岡戸半蔵と出会い、霊場開創の大願に感銘。本四国霊場のお土砂を捧持し協力を誓う。亮玄は亮山と改め、開創の決意を新たにする。
- 1824年（文政7年） - 3月、88の札所制定完了。弘法大師尊像の奉安が終わり、開眼供養を修す。始め「准四国霊場」と号す。岡戸半蔵、誓海寺禅林堂（美浜町古布）にて没する。
- 1825年（文政8年） - 4月8日（グレゴリオ暦5月25日）、布土十王堂にて没する。廻翁浄国信士。墓所は葦航寺（美浜町布土）。
- 1834年（天保5年） - 弘法大師一千年御遠忌。3月1日より21日まで各寺にて遠忌大法要を厳修。
- 1847年（弘化4年） - 3月18日（グレゴリオ暦5月2日）、亮山阿闍梨、福生寺（知多市新知）にて入寂。墓所は妙楽寺。
- 1893年（明治26年） - 知多新四国霊場と称する。